# György Cserhalmi
György Cserhalmi, född 17 februari 1948 i Budapest, är en ungersk skådespelare. 

## Filmografi (i urval)
- 1988 – Hanussen
- 2001 - Vademberek
- 2002 - Giorgio Perlasca - Perlasca. Un eroe italiano
- 2003 - Kontroll - Bossen